# Italobrothers

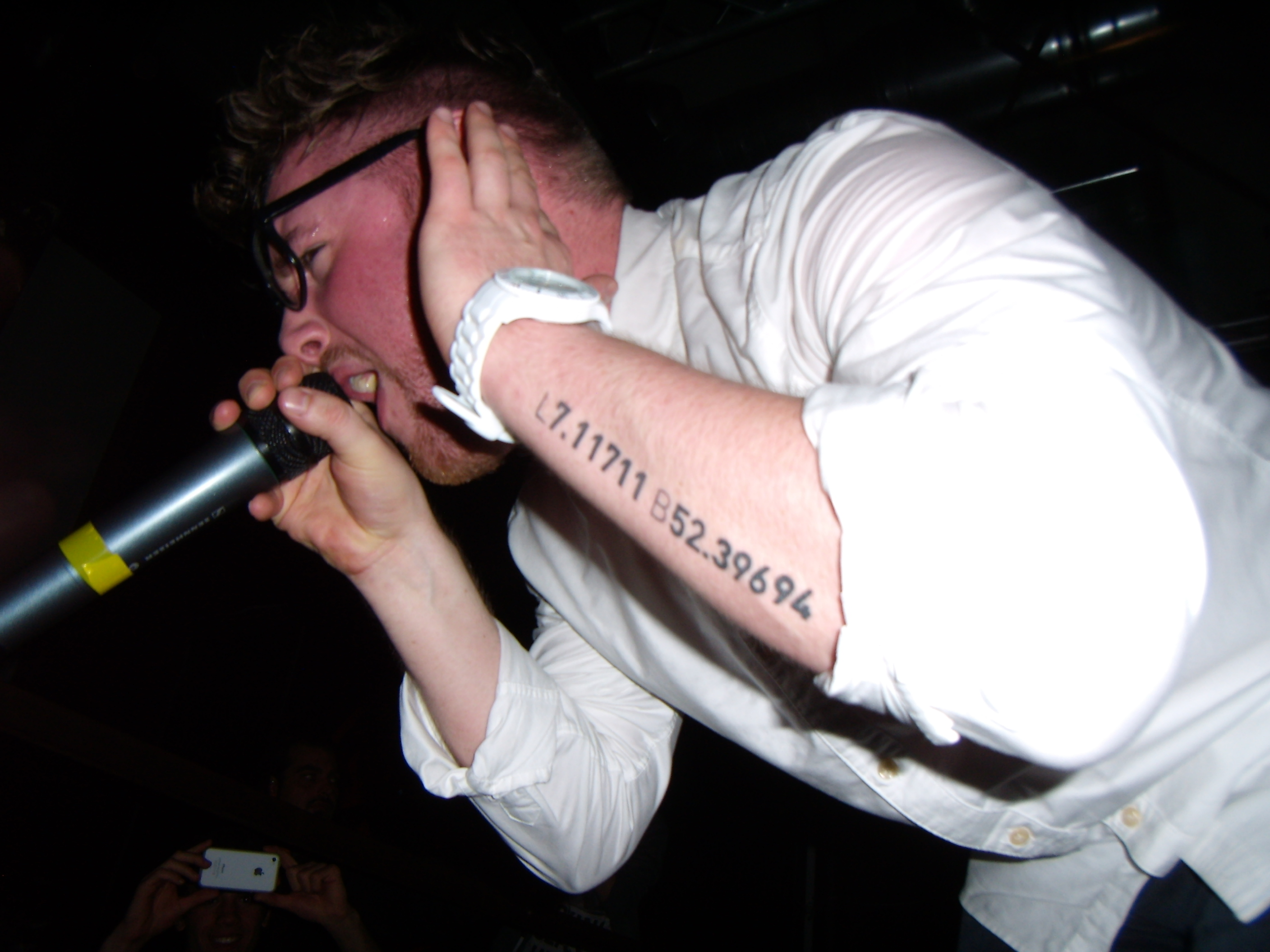
Matthias Metten z ItaloBrothers podczas Tunnel Club w marcu 2012 roku

Italobrothers – niemiecki zespół muzyczny założony w 2005 roku, w skład którego wchodzą Kristian Sandberg, Matthias Metten i Zacharias Adrian.

## Dyskografia

### Albumy studyjne
| Rok  | Album                                               |
| ---- | --------------------------------------------------- |
| 2010 | Stamp! - Wydany: 10 grudnia 2010 - Wytwórnia: Punch |

### Single
| Rok                            | Single                                                | Najwyższe pozycje na listach | Najwyższe pozycje na listach | Najwyższe pozycje na listach | Najwyższe pozycje na listach | Najwyższe pozycje na listach | Najwyższe pozycje na listach | Najwyższe pozycje na listach | Najwyższe pozycje na listach | Najwyższe pozycje na listach | Album  |
| Rok                            | Single                                                | GER                          | AUT                          | SWI                          | NOR                          | DNK                          | SWE                          | FIN                          | FRA                          | BEL (WAL)                    | Album  |
| ------------------------------ | ----------------------------------------------------- | ---------------------------- | ---------------------------- | ---------------------------- | ---------------------------- | ---------------------------- | ---------------------------- | ---------------------------- | ---------------------------- | ---------------------------- | ------ |
| 2006                           | „The Moon”                                            | –                            | –                            | –                            | –                            | –                            | –                            | –                            | –                            | –                            | Stamp! |
| 2007                           | „Colours of the Rainbow” (Tune Up! vs. Italobrothers) | –                            | –                            | –                            | –                            | –                            | –                            | –                            | –                            | –                            | Stamp! |
| 2007                           | „Moonlight Shadow”                                    | –                            | –                            | –                            | –                            | –                            | –                            | –                            | –                            | –                            | Stamp! |
| 2007                           | „Counting Down the Days”                              | –                            | –                            | –                            | –                            | –                            | –                            | –                            | –                            | –                            | Stamp! |
| 2008                           | „Where Are You Now?”                                  | –                            | –                            | –                            | –                            | –                            | –                            | –                            | –                            | –                            | Stamp! |
| 2009                           | „Stamp on the Ground”                                 | –                            | –                            | –                            | 11                           | 14                           | 53                           | –                            | –                            | –                            | Stamp! |
| 2009                           | „So Small”                                            | –                            | –                            | –                            | –                            | –                            | –                            | –                            | –                            | –                            | Stamp! |
| 2010                           | „Love Is on Fire”                                     | –                            | –                            | –                            | –                            | –                            | –                            | –                            | –                            | –                            | Stamp! |
| 2010                           | „Radio Hardcore”                                      | –                            | –                            | –                            | –                            | 29                           | –                            | –                            | –                            | –                            | Stamp! |
| 2011                           | „Cryin’ in the Rain”                                  | –                            | –                            | –                            | –                            | –                            | –                            | –                            | –                            | –                            | –      |
| 2011                           | „Boom” (feat. Carlprit)                               | –                            | –                            | –                            | –                            | –                            | –                            | –                            | –                            | –                            | –      |
| 2012                           | „Pandora 2012”                                        | –                            | –                            | –                            | –                            | –                            | –                            | –                            | –                            | –                            | –      |
| 2012                           | „My Life Is a Party”                                  | 43                           | 18                           | 62                           | –                            | –                            | –                            | –                            | 103                          | –                            | –      |
| 2013                           | „This Is Nightlife”                                   | 41                           | 26                           | 22                           | –                            | 32                           | –                            | 13                           | 24                           | 25                           | –      |
| 2013                           | „Luminous Intensity”                                  | –                            | –                            | –                            | –                            | –                            | –                            | –                            | –                            | –                            | –      |
| 2014                           | „Up ’N Away”                                          | –                            | 64                           | –                            | –                            | –                            | –                            | –                            | –                            | –                            | –      |
| 2014                           | „P.O.D”                                               | –                            | –                            | –                            | –                            | –                            | –                            | –                            | –                            | –                            | –      |
| 2014                           | „One Heart” (& Floorfilla feat. P. Moody)             | –                            | –                            | –                            | –                            | –                            | –                            | –                            | 57                           | –                            | –      |
| 2015                           | „Springfield” (& Martin Tungevaag)                    | –                            | –                            | –                            | 22                           | –                            | 51                           | 3                            | –                            | –                            | –      |
| 2015                           | „Welcome to the Dancefloor”                           | –                            | –                            | –                            | –                            | –                            | –                            | –                            | 65                           | 58                           | –      |
| 2015                           | „Sleep When We’re Dead”                               | –                            | –                            | –                            | –                            | –                            | –                            | –                            | –                            | –                            | –      |
| 2015                           | „Kings & Queens”                                      | –                            | –                            | –                            | –                            | –                            | –                            | –                            | –                            | –                            | –      |
| 2016                           | „Summer Air"                                          | 34                           | 14                           | 36                           | 2                            | 14                           | 10                           | 6                            | –                            | 67                           | –      |
| 2016                           | „Generation Party”                                    | –                            | –                            | –                            | –                            | –                            | –                            | –                            | –                            | –                            | –      |
| 2017                           | „Hasselhoff 2017”                                     | –                            | –                            | –                            | –                            | –                            | –                            | –                            | –                            | –                            | –      |
| 2017                           | „Fiction Squad”                                       | –                            | –                            | –                            | –                            | –                            | –                            | –                            | –                            | –                            | –      |
| 2017                           | „Sorry”                                               | –                            | –                            | –                            | –                            | –                            | –                            | –                            | –                            | –                            | –      |
| 2018                           | „Looking Back Somebody”                               | –                            | –                            | –                            | –                            | –                            | –                            | –                            | –                            | –                            | –      |
| 2018                           | „Inside Out”                                          | –                            | –                            | –                            | –                            | –                            | –                            | –                            | –                            | –                            | –      |
| „–” pozycja nie była notowana. |                                                       |                              |                              |                              |                              |                              |                              |                              |                              |                              |        |

### Teledyski
| Rok  | Tytuł                                     | Reżyser             |
| ---- | ----------------------------------------- | ------------------- |
| 2009 | „Stamp on the Ground”                     | Dirk „Hille” Hilger |
| 2010 | „Love Is on Fire”                         | Dirk „Hille” Hilger |
| 2010 | „Love Is on Fire” (Dance Video)           | Dirk „Hille” Hilger |
| 2010 | „Radio Hardcore” (Video ZooCut)           | Dirk „Hille” Hilger |
| 2010 | „Radio Hardcore”                          | Dirk „Hille” Hilger |
| 2011 | „Cryin' in the Rain”                      | –                   |
| 2011 | „Boom” (feat. Carlprit)                   | –                   |
| 2012 | „My Life Is a Party”                      | –                   |
| 2013 | „This Is Nightlife”                       | Lina Schütze        |
| 2014 | „Up ’N Away”                              | –                   |
| 2014 | „P.O.D”                                   | –                   |
| 2014 | „One Heart” (& Floorfilla feat. P. Moody) | Lina Schütze        |
| 2015 | „Welcome to the Dancefloor”               | –                   |
| 2015 | „Sleep When We’re Dead”                   | –                   |
| 2015 | „Kings & Queens"                          |                     |
| 2017 | „Summer Air"                              |                     |